# Toshihide Hirota
Toshihide Hirota (jap. 広田 敏秀, Hirota Toshihide; * um 1925) ist ein japanischer Badmintonspieler. 

## Karriere
Toshihide Hirota gewann 1947 seinen ersten nationalen Titel, wobei er im Herrendoppel mit Mitsuo Fujii erfolgreich war. Weitere Titelgewinne im Doppel folgten 1948 und 1951. Des Weiteren war er 1951 und 1952 im Herreneinzel erfolgreich.

## Sportliche Erfolge
| Saison | Veranstaltung                | Disziplin    | Platz | Name                            |
| ------ | ---------------------------- | ------------ | ----- | ------------------------------- |
| 1947   | Japan:Einzelmeisterschaften  | Herrendoppel | 1     | Toshihide Hirota / Mitsuo Fujii |
| 1948   | Japan: Einzelmeisterschaften | Herrendoppel | 1     | Toshihide Hirota / Mitsuo Fujii |
| 1951   | Japan: Einzelmeisterschaften | Herreneinzel | 1     | Toshihide Hirota                |
| 1951   | Japan: Einzelmeisterschaften | Herrendoppel | 1     | Toshihide Hirota / Michiaki Oka |
| 1952   | Japan: Einzelmeisterschaften | Herreneinzel | 1     | Toshihide Hirota                |

## Referenzen
- Japanische Badmintonmeisterschaften 1947–2004 (Memento vom 28. August 2007 im Internet Archive)
- Annual Handbook of the International Badminton Federation, London, 29. Auflage 1971, S. 222–223

| Personendaten    | Personendaten                |
| ---------------- | ---------------------------- |
| NAME             | Hirota, Toshihide            |
| ALTERNATIVNAMEN  | 広田 敏秀 (japanisch)        |
| KURZBESCHREIBUNG | japanischer Badmintonspieler |
| GEBURTSDATUM     | um 1925                      |